# El Villar (Ciudad Real)
El Villar es una localidad española del municipio ciudadrealeño de Puertollano, en la comunidad autónoma de Castilla-La Mancha.

## Historia
Hacia mediados del siglo XIX, la localidad ya pertenecía al término municipal de Puertollano. Aparece descrita en el decimosexto volumen del Diccionario geográfico-estadístico-histórico de España y sus posesiones de Ultramar de Pascual Madoz de la siguiente manera:

VILLAR: ald. en la prov. de Ciudad-Real (6 leg.), part. jud. de Almodovar del Campo (2), térm. y juris. de Puertollano (1). sit. entre las sierras que forman en valle de esta última v. Tiene muy pocas casas de un piso, y una igl. (San Anton) filial de Puerto-llano y servida por un teniente. prod.: cereales, ganados y caza; en los demas estremos con su matriz (V.).
(Madoz, 1850, p. 233)

En 2021, la localidad tenía una población de 145 habitantes.